# ميانة
قرية ميانه هي إحدى القرى التابعة لمركز أهناسيا في محافظة بني سويف في جمهورية مصر العربية. حسب إحصاءات سنة 2006، بلغ إجمالي السكان في ميانه 14145 نسمة، منهم 7141 رجل و7004 امرأة.